# Покрышкин, Александр Иванович
Алекса́ндр Ива́нович Покры́шкин (6 (19) марта 1913, Ново-Николаевск, Томская губерния, Российская империя — 13 ноября 1985, Москва, СССР) — советский военачальник и лётчик-ас в годы Великой Отечественной войны, маршал авиации (1972). Первый трижды Герой Советского Союза (24.05.1943, 24.08.1943, 19.08.1944). Кандидат в члены ЦК КПСС (1976—1985). Член Президиума Верховного Совета СССР (1979—1984). Депутат Верховного Совета СССР (1946—1984). Кандидат военных наук (1969), военный лётчик 1-го класса (1951).
А. И. Покрышкин был вторым по результативности (после Ивана Кожедуба) пилотом-истребителем среди лётчиков стран антигитлеровской коалиции во Второй мировой войне.

## Биография
Родился в городе Ново-Николаевске Томской губернии (с 1926 — Новосибирск) в семье фабричного рабочего. Отец Иван Петрович Покрышкин (1885—1934) был выходец из крестьян Вятской губернии, мать Ксения Степановна (до замужества Мосунова, 1885—1969), родом оттуда же, вела домашнее хозяйство. В последние годы XIX века родители переселились в Сибирь (отец некоторое время крестьянствовал в Прокудской волости Томского уезда, но в 1902 году перебрался в Новониколаевск). В 1907 году Иван Петрович и Ксения Степановна обвенчались. Александр был вторым ребёнком из шести детей (у него было четверо братьев и сестра, ещё четверо детей умерли в младенчестве). Семья жила небогато, в не самом благополучном районе города. Отец освоил профессии каменщика, кровельщика, печника и работал в строительных артелях быстро растущего города. Но в 1909 году после несчастного случая на стройке он стал инвалидом, вынужден был зарабатывать случайными заработками, работал ломовым извозчиком. После гражданской войны в период НЭПа семья Покрышкиных получила патент на право занятия торговлей галантерейными товарами, за что через несколько лет пострадала: в 1929 году родителей лишили избирательных прав. После этого отец работал кустарем-одиночкой, изготовлял чемоданы и мебель (А. И. Покрышкин писал в мемуарах, что отец после революции работал в строительных артелях Новосибирска, но фактически это были временные заработки). После смерти старшего сына Иван Петрович морально сломался и 15 декабря 1934 года покончил с собой. Сам Александр Покрышкин в 1939 году получил выговор по комсомольской линии за сокрытие информации о лишении родителей избирательных прав, но ввиду успехов по службе других последствий для него этот факт не имел.
Тяжёлое детство не помешало Александру с ранних лет много времени уделять учёбе. По характеру он выделялся ярко выраженными лидерскими качествами и постоянным стремлением к учёбе. Покрышкин увлёкся авиацией в возрасте 12 лет, наблюдая полёты первых самолётов, после чего начал заниматься в авиамодельном кружке. В 1928 году, после окончания семилетней школы, он пошёл работать на стройку вместе с отцом и дядей. В 1930 году, после конфликта с отцом, Александр покинул дом и поступил в местное техническое училище, где проучился 18 месяцев по специальности слесаря-лекальщика. Затем учился в вечернем институте сельскохозяйственного машиностроения и одновременно работал слесарем-инструментальщиком на заводе «Сибкомбинатстрой», тогда же увлекался изобретательством и за успехи в этом деле получил несколько дипломов. В 1931 году вступил в комсомол.
В Красной Армии с 17 июня 1932 года, доброволец. Был направлен в 3-ю Пермскую авиационную школу авиатехников, которую окончил в 1933 году. Затем учился на курсах усовершенствования технического состава ВВС Красной Армии имени К. Е. Ворошилова при 1-й военной школе авиатехников в Ленинграде, которые окончил в 1934 году. В декабре 1934 года Покрышкин стал старшим авиационным техником авиазвена связи 74-й стрелковой дивизии Северо-Кавказского военного округа и оставался в этой должности до ноября 1938 года. В этот период он предложил несколько улучшений к пулемёту ШКАС и к ряду других элементов вооружения.
Мечтал стать лётчиком, но это желание не встретило поддержки у командования — как отличный авиатехник Покрышкин вполне его устраивал, а потому 39 рапортов о направлении в лётную авиашколу остались без удовлетворения. В 1936—1938 годах Покрышкин обучался в Краснодарском аэроклубе мастерству лётчика без отрыва от основного места службы. Во время отпуска зимой 1938 года он втайне от начальства прошёл всего за 17 дней годичную программу гражданского пилота. Это помогло ему добиться в ноябре 1938 года направления на учёбу в Качинскую Краснознамённую военную авиационную школу имени А. Ф. Мясникова, которую он окончил с отличием в ноябре 1939 года. В звании лейтенанта А. И. Покрышкин был распределён на должность младшего лётчика в 55-й истребительный авиационный полк, входивший в состав ВВС Одесского военного округа. Полк базировался в Кировограде, а в 1940 году был передислоцирован на аэродром Сингурены в районе Бельц (Молдавская ССР). Весной 1941 года половина полка была перевооружена с И-16 и бипланов И-153 на новейшие по тому времени МиГ-3, в числе этих лётчиков был и А. Покрышкин.

### Участие в Великой Отечественной войне

#### 1941 год
Участник Великой Отечественной войны с 22 июня 1941 года по 9 мая 1945 года. Войну старший лейтенант А. И. Покрышкин встретил в должности заместителя командира эскадрильи на Южном фронте, его аэродром подвергся бомбардировке 22 июня, в первый день войны. Его первая воздушная схватка закончилась бедой: по недоразумению он подбил советский самолёт 211-го бомбардировочного полка — лёгкий бомбардировщик Су-2 командира эскадрильи капитана Гудзенко (при этом штурман Семёнов погиб), приняв его за вражеский.

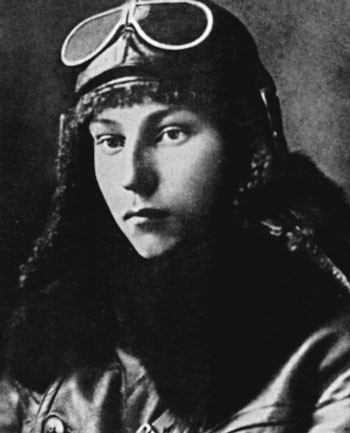
Покрышкин в 1940 году

Было и такое: идём на задание, к нам пристраиваются два МиГ-3. Думаем, лететь с истребителями надёжнее. Вдруг происходит невероятное — один из МиГов точными выстрелами сбивает командира нашей эскадрильи и набрасывается на мой самолёт. Покачиваю машину с крыла на крыло, показываю наши опознавательные знаки. Это помогло…
Спустя много лет, когда я учился в Академии Генерального штаба, рассказал об этом случае своим однокурсникам. В нашей группе учился трижды Герой Советского Союза Александр Покрышкин. Он попросил меня повторить рассказ.
Пересказал снова.
«Это был я», — смущённо и расстроенно заявил он.
«Шутишь, Саша?»
«Да какое там „шутишь“! В начале войны я действительно сбил Су-2. Был со мной такой страшный случай, не знал самолёты Сухого, ведь они появились в частях перед самой войной, а вид у них совсем необычный — подумал, что фашист…»
— из рассказа Героя Советского Союза, маршала авиации И. И. Пстыго.
В бою 26 июня 1941 года он одержал свою первую победу, сбив во время разведки истребитель Мессершмитт Bf.109. Одержав 3 июля ещё одну победу, он был подбит немецким зенитным орудием за линией фронта и четыре дня пробирался в свою часть. Во время первых недель войны Покрышкин, увидев, как устарела тактика советских ВВС, начал заносить свои идеи в записную книжку. Он аккуратно записывал все детали воздушных боёв, в которых участвовал он и его друзья, и делал детальный анализ. Ему приходилось сражаться в крайне тяжёлых условиях постоянного отступления. Позже он говорил:
«Тот, кто не воевал в 1941—1942, не знает настоящей войны».
Покрышкин несколько раз был близок к гибели. Однажды пуля прошла через его сиденье с правой стороны, повредила плечевой ремень, отрикошетила от левой стороны и рассекла кожу на подбородке, покрыв приборную доску кровью.
Участвовал в оборонительной операции в Молдавии, Тираспольско-Мелитопольской оборонительной операции, Донбасской оборонительной операции, Ростовской оборонительной операции и Ростовской наступательной операции. Зимой 1941 года Покрышкин, управляя МиГ-3, взлетел, несмотря на грязь и дождь, после того как двое других пилотов разбились, пытаясь взлететь. Его задание состояло в том, чтобы определить местонахождение танков фон Клейста, которые были остановлены перед городом Шахты и затем были потеряны советской разведкой. После того как он обнаружил немецкие танки и, несмотря на кончавшееся топливо и тяжёлые погодные условия, смог вернуться и доложить эту важную информацию, его наградили орденом Ленина.
К середине ноября 1941 года выполнил 190 боевых вылетов, в том числе подавляющее большинство — 144 вылета — на штурмовку наземных войск врага. В июне—декабре 1941 года сбил два немецких самолёта лично и один — в группе.

#### 1942 год
Продолжал воевать на Южном фронте в составе того же 55-го истребительного авиаполка. «За образцовое выполнение боевых задач и проявленное при этом мужество и героизм личного состава» полк 7 марта 1942 года был переименован в 16-й гвардейский истребительный авиационный полк. Продолжал воевать на Южном фронте, а с июля 1942 года — на Северо-Кавказском фронте. В августе 1942 года назначен командиром эскадрильи. В конце августа 1942 года с полком убыл в тыл для переформирования и переобучения на новые самолёты. Полк осваивал новые типы истребителей, сначала Як-1, а затем поставлявшийся по ленд-лизу американский «P-39N Аэрокобра»
С 1942 года Покрышкин находился в очень сложных отношениях с новым командиром полка Н. В. Исаевым, который не принимал критики Покрышкиным устаревшей тактики советской истребительной авиации. Серия их конфликтов привела к тому, что Покрышкин был снят с должности и исключён из партии, а из имевшей место стычки в лётной столовой с офицерами соседнего полка сфабриковали дело против Покрышкина, которое было направлено для рассмотрения в военный трибунал в Баку. Только заступничество комиссара полка и вышестоящих начальников спасло боевого лётчика. Дело было прекращено, а сам он восстановлен в партии и в должности.
В 1942 году участвовал в Донбасской оборонительной операции, в оборонительном этапе битвы за Кавказ. За 1942 год сбил 1 немецкий самолёт лично и 1 — в группе (оба — июль-август).

#### 1943 год

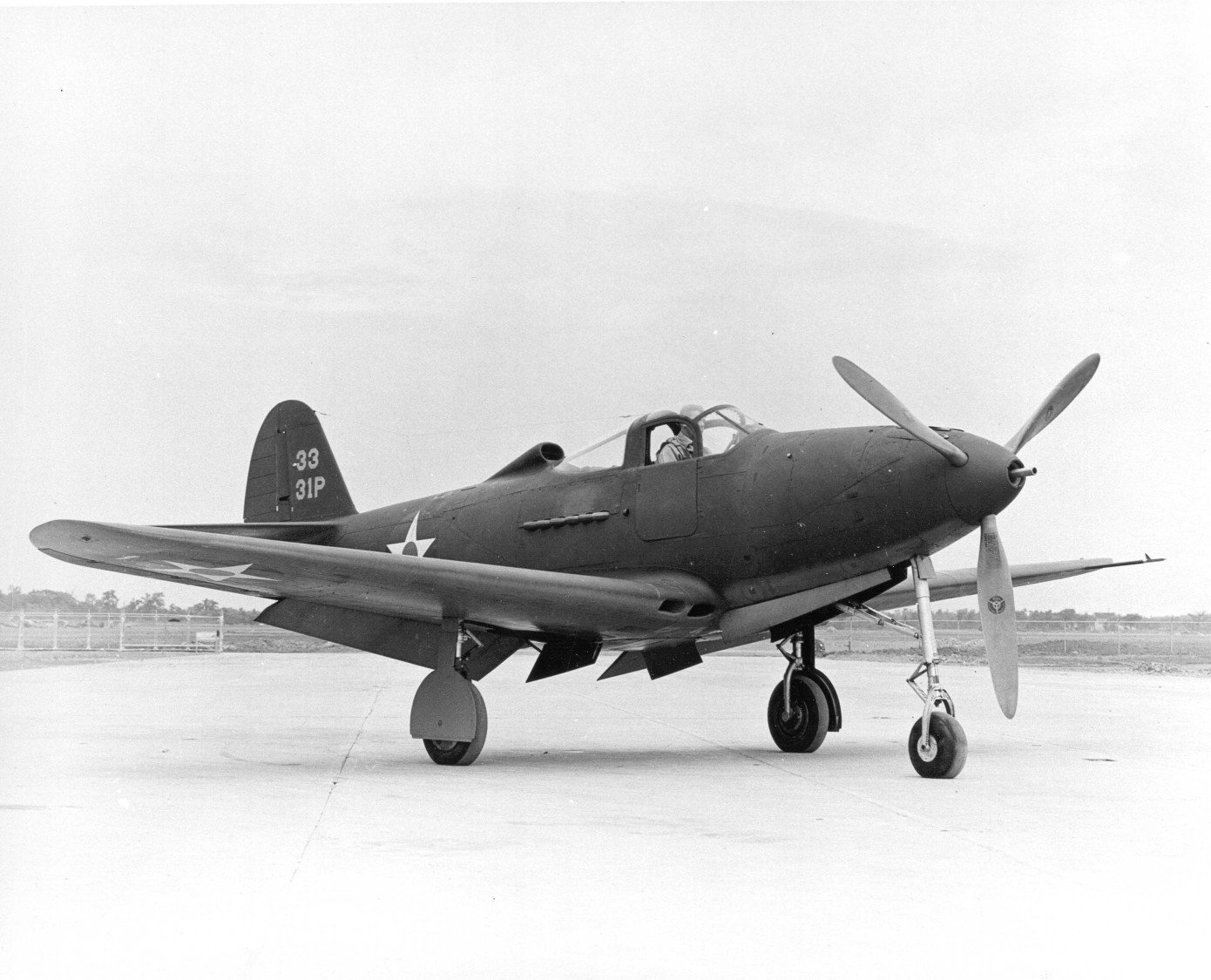
Белл P-39 «Аэрокобра» — самолёт Покрышкина в 1943—1944 годах

В январе 1943 года 16-й гвардейский авиаполк был послан за границу, в Иран, чтобы получить новую технику. 8 апреля лётчики-гвардейцы вернулись на фронт и сразу же включились в воздушные сражения на Кубани. 9 апреля 1943 года, во время первого же своего вылета на новом самолёте «Аэрокобра» с бортовым номером «100», с позывным «белая сотка», Покрышкин сбил Bf.109.
В воздушных боях на Кубани против прославленных немецких истребительных авиасоединений А. И. Покрышкин проявил себя во всём блеске таланта умелого воздушного бойца и мастера тактики. За апрель 1943 года он сбил 10 немецких самолётов и был представлен к званию Героя Советского Союза. Его новые тактические приёмы для патрулирования воздушного пространства, такие как «скоростные качели», «кубанская этажерка», и использование данных от наземных радаров, а также улучшенная наземная система контроля за воздушным пространством принесли советским ВВС первую большую победу над люфтваффе. В большинстве вылетов Покрышкин брал на себя самую трудную задачу — сбить ведущего. Как он понял из опыта 1941—1942 годов, подбить ведущего значило деморализовать противника и часто этим заставить его вернуться на свой аэродром.
Указом Президиума Верховного Совета СССР «О присвоении звания Героя Советского Союза начальствующему составу Военно-Воздушных сил Красной Армии» от 24 мая 1943 года за «образцовое выполнение боевых заданий командования на фронте борьбы с немецкими захватчиками и проявленные при этом отвагу и геройство» удостоен звания Героя Советского Союза с вручением ордена Ленина и медали «Золотая Звезда».
За май 1943 года он сбил 12 самолётов и 2 — в июне.
«За образцовое выполнение боевых заданий Командования на фронте борьбы с немецкими захватчиками, дающее право на получение звания Героя Советского Союза», Указом Президиума Верховного Совета СССР от 24 августа 1943 года гвардии майор Покрышкин Александр Иванович был награждён второй медалью «Золотая Звезда».
Всего же в воздушной битве на Кубани с апреля по июнь 1943 года он сбил лично 22 самолёта врага, стали асами многие его ученики, а Покрышкин приобрёл всесоюзную славу.
В июле 1943 года Александр Иванович присутствовал на Краснодарском процессе над пособниками немецких оккупантов.
С ноября 1943 года — заместитель командира 16-го гвардейского истребительного авиационного полка. Кроме воздушных сражений на Кубани, в 1943 году участвовал в Миусской наступательной операции (2 победы), Донбасской наступательной операции (7 побед), Мелитопольской наступательной операции (1 победа) и в блокировании немецких войск в Крыму (5 побед).
Именно 1943 год стал «звёздным часом» Покрышкина — в этом году он сбил лично 38 самолётов врага. К концу 1943 года выполнил 550 боевых вылетов, провёл 137 воздушных боёв, сбил 53 самолёта противника.

#### 1944 год
С января по начало мая 1944 года А. И. Покрышкин с полком находился в тылу на переформировании. В феврале 1944 года он получил повышение и предложение продолжить службу в Главном штабе ВВС РККА — управлять подготовкой новых пилотов. Но боевой лётчик отклонил это предложение и остался в своём полку. С марта 1944 года он — командир 16-го гвардейского истребительного авиаполка. Новая должность не позволяла ему так же часто, как раньше, вылетать на боевые задания. Он должен был уделять больше времени командованию частью, управляя действиями своего полка с командного пункта.
С начала мая 1944 года вновь участвовал в боях на 2-м Украинском и с июля — на 1-м Украинском фронтах. В июне 1944 года Покрышкин получил звание полковника и принял командование 9-й гвардейской истребительной авиадивизией.

А. И. Покрышкин в день награждения третьей звездой Героя в студии Всесоюзного радио с Ю. Б. Левитаном

19 августа 1944 года, после 550 боевых вылетов и 53 официальных побед, Покрышкин был награждён Золотой Звездой Героя Советского Союза в третий раз. Он стал первым трижды Героем Советского Союза в стране.
Журнал «Смена» назвал Александра Покрышкина «лучшим лётчиком Советской страны», поместив его портрет на обложку августовского выпуска.
В 1944 году участвовал в воздушном сражении в районе Ясс, в Львовско-Сандомирской операции (в ней одержал 2 последние официально засчитанные ему победы), прикрывал с воздуха наземные части на Сандомирском плацдарме.

#### 1945 год
В 1945 году полковник А. И. Покрышкин командовал дивизией в ходе Висло-Одерской, Нижне-Силезской, Верхне-Силезской, Берлинской и Пражской наступательных операций.
В январе 1945 года дивизия Покрышкина пересекла польско-германскую границу и расположилась на специально подготовленной грунтовой посадочной площадке — по мере отступления гитлеровские войска уничтожали собственные аэродромы. С приближением весны земля всё больше оттаивала, что сильно осложняло взлёт и посадку самолётов. В этой ситуации Покрышкин принял решение организовать аэродром на автостраде с твёрдым покрытием. Лётчики-истребители 2-й воздушной армии первыми в мире в авиационной практике массово использовали шоссейную дорогу для взлёта и посадки. Первое испытание необычного аэродрома А. И. Покрышкин произвёл лично.
Дивизия под командованием А. И. Покрышкина получила почётное наименование «Берлинская» и была награждена тремя орденами. Сам Покрышкин последний боевой вылет выполнил 30 апреля 1945 года.
Участвовал в параде Победы 1945 года как знаменосец 1-го Украинского фронта.
Американский журнал комиксов True Comics (в переводе с англ. — «Правдивые комиксы»), посвящённый сражениям на трёх фронтах Второй мировой войны, опубликовал в 45-м выпуске за 1945 год рассказ о полковнике Александре Покрышкине под названием «Ястреб небес» (англ. Sky Hawk).
В 1945 году Центральная студия документальных фильмов (ЦСДФ) выпустила фильм «Александр Покрышкин», в котором, среди прочего, показаны кадры боя.

### Послевоенная биография

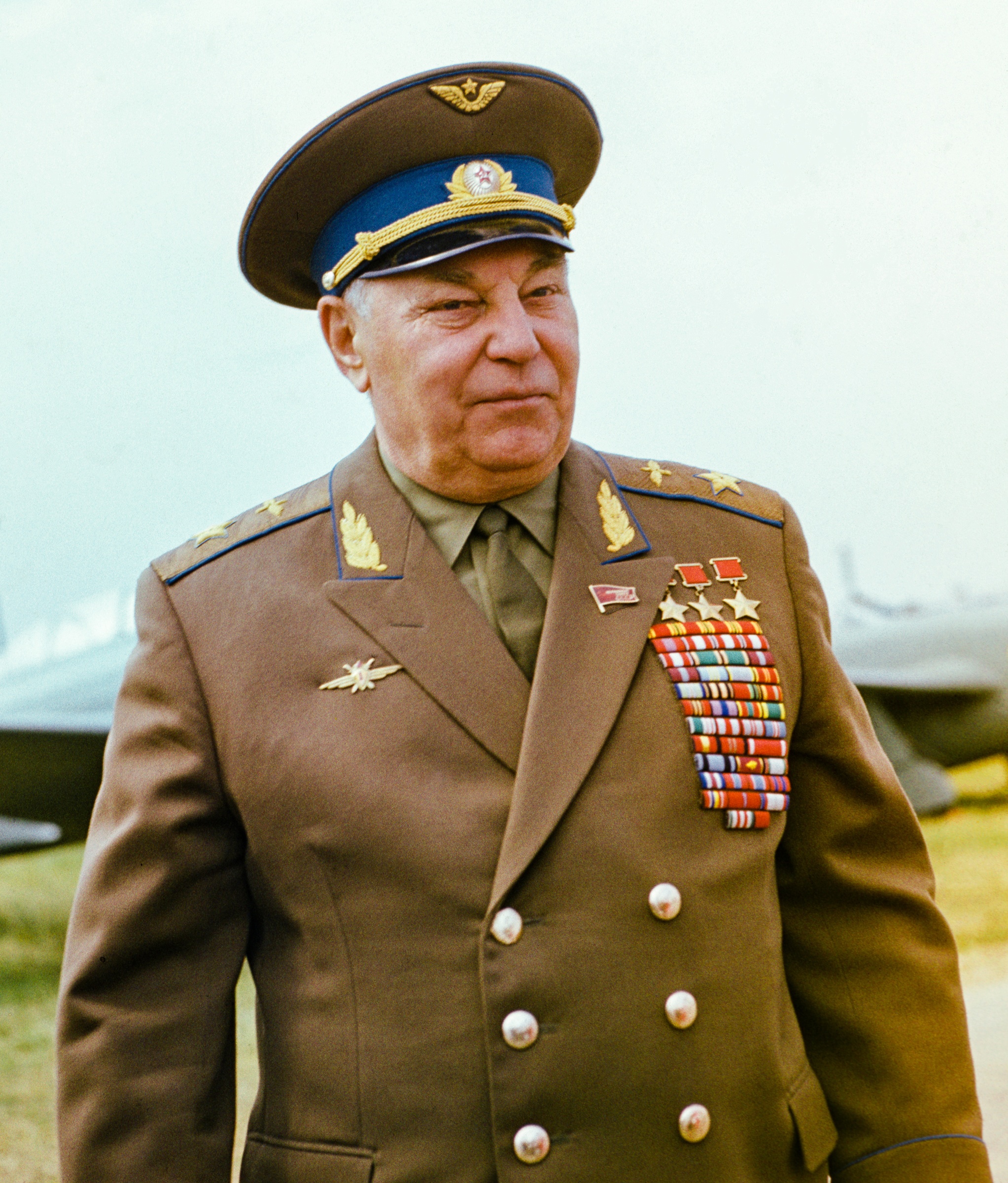
Маршал авиации А. И. Покрышкин, 1978 год, автор фото: Лев Медведев

В июле 1945 года направлен на учёбу в академию. В 1948 году окончил Военную академию имени М. В. Фрунзе. После войны Покрышкин вызвал своим независимым характером раздражение Василия Сталина, тогда командовавшего ВВС Московского военного округа. В итоге полковник Покрышкин, назначенный на генеральскую должность ещё в 1944 году, стал генерал-майором авиации только после смерти Сталина, в августе 1953 года, и далее служил не в ВВС, а в Войсках ПВО. С января 1949 года — заместитель командира 33-го истребительного авиационного корпуса ПВО, с июня 1951 года — командир 88-го истребительного авиационного корпуса ПВО (переименован из 33-го иак ПВО в феврале 1949 года, управление в г. Ржев). С февраля 1955 года — командующий истребительной авиацией Северо-Кавказской армии ПВО. В январе 1956 года направлен на учёбу.
В 1957 году окончил Высшую военную академию имени К. Е. Ворошилова. С января 1958 года — командующий 52-й воздушной истребительной армией ПВО. С августа 1959 года — командующий Киевской армией ПВО — заместитель командующего Киевским военным округом по войскам ПВО. После её переименования с февраля 1961 года — командующий 8-й отдельной армией ПВО, являясь одновременно заместителем командующего войсками Киевского военного округа по войскам ПВО. Освоил ряд реактивных самолётов, включая Миг-17, на которых летал до 1963 года. С июля 1968 года — заместитель Главнокомандующего Войсками ПВО СССР.
С января 1972 года — председатель Центрального комитета ДОСААФ СССР. С ноября 1981 года — военный инспектор-советник Группы генеральных инспекторов Министерства обороны СССР.
Член ВКП(б) с 1942 года. Кандидат в члены ЦК КПСС (1976—1985).
В послевоенные годы написал несколько книг мемуарного жанра о Великой Отечественной войне, за что в 1965 году был принят в Союз писателей СССР.
Скончался 13 ноября 1985 года в Москве на 73-м году жизни. Похоронен в Москве на Новодевичьем кладбище.

Могила А. Покрышкина на Новодевичьем кладбище

## Оценки и мнения
Сдержанный и деликатный, очень часто за свою службу был неудобен многим начальникам. Им не могла нравиться его инициатива и самостоятельность. Кроме того, Александр Иванович был абсолютно не честолюбивым человеком, не однажды отказывался от соблазнительных должностей— Смыслов О. С. Асы против асов. В борьбе за господство. — М.: Вече, 2007. — С. 266. — 416 с. — ISBN 978-S-9533-2460-1.
Исключительно удачными признавали методы Покрышкина современники:

Ребята в дивизии у Александра Ивановича были обучены той же тактике, что применял их учитель. Все они были покрышкинцами со своим характерным почерком. Александр Покрышкин брал на себя самые опасные манёвры. Чтобы деморализовать противника, вспоминали однополчане, он пикировал на ведущего в группе и, прорываясь сквозь огонь, сбивал его. Все огневые точки у него на истребителе были переведены на одну гашетку. В конце апреля 1943 года только в одном бою он сбил сразу пять немецких самолётов. О такой статистике у лётчиков память сохраняется навечно.— «В ФРГ немецкие пилоты до сих пор помнят уроки Покрышкина», Российская газета от 30.04.2018
Во многих источниках[каких?] указывается, что «Покрышкин за всю войну не потерял ни одного ведомого». В действительности имеется в виду, что Покрышкин всегда делал всё возможное, чтобы спасти своих ведомых в самых сложных ситуациях, и ни один из них не погиб по его вине. В своих мемуарах Покрышкин описывает вылет, состоявшийся 10 апреля 1943 года, в котором его ведомым был гвардии младший лейтенант Александр Фёдорович Голубев. В этом вылете Голубев погиб: "А вот что случилось с Голубевым? Можно было только догадываться. Вероятнее всего, ведомый, увлечённый атакой по бомбардировщикам, не заметил моего энергичного разворота на выручку пары из звена Паскеева, оторвался от меня или продолжал атаки по Ю-88. В этом случае его могли прихватить «мессершмитты». (…) «А вот как погиб Саша Голубев, опытный лётчик, осталось неизвестным». Ещё один случай потери ведомого: «…Меня ещё не успели предупредить, и я взлетел с Шияном. „Чайки“ уже скрылись из поля видимости. Не зная об изменении их задания, я пошёл на север. В районе Котовска мы встретились с парой МЕ-109, с которыми завязали бой. Когда я атаковывал одного МЕ-109, другой атаковал Шияна. Он, сделав переворот, не учёл высоту и вмазал в трубу кирпичного завода и погиб. Я при атаке подбил одного МЕ-109, но второй, атаковав меня, сорвал мою атаку по добитию первого, который сумел скрыться в северном направлении на тёмном фоне земли. После этого и второй также вышел из боя, используя темноту. В этом бою я подбил 1 МЕ-109 и потерял ведомого».

### Количество побед А. И. Покрышкина
В СССР официально считалось, что за годы войны Покрышкин совершил 650 вылетов, провёл 156 воздушных боев, сбил 59 вражеских самолётов лично и 6 — в группе.
Однако после распада СССР ряд авторов настаивают на меньшем числе его побед. Так, М. Быков в своих справочниках пишет только о 46+6 (43+3) подтверждённых победах и ставит Покрышкина только на 7-е место по результативности среди истребителей Великой Отечественной войны (Кожедуб И. Н. — 64+0 (+2), Речкалов Г. А. — 61+4 (+3), Гулаев Н. Д. — 55+5, Евстигнеев К. А. — 52+3, Глинка Д. Б. — 50+0, Скоморохов Н. М. — 46+8 (43+3), Покрышкин А. И. — 46+6 (43+3), Колдунов А. И. — 46+1 (43+1), Ворожейкин А. В. — 45+1, Попков В. И. ― 41+1).
А. Табаченко указывает ещё меньшее число побед аса, но его книга подвергалась критике за предвзятость. Например, А. Марчуков после детального исследования архивов критически разбирает книги М. Быкова и особенно А. Табаченко, и приводит полный список побед А. И. Покрышкина в количестве 53 личных и 6 групповых.
Сам А. И. Покрышкин однажды в частной беседе с В. М. Молотовым сказал, что сбил около 90 самолётов противника, но искать подтверждение этих побед бессмысленно.
По некоторым публикациям, в течение 1941 года Покрышкиным были одержаны ещё несколько побед, не вошедших в его общий счёт. Причиной этому было уничтожение документов штаба истребительного авиаполка при отступлении. Сам Александр Иванович по этому поводу говорил, что эти не посчитанные самолёты всё равно пойдут в общий счёт Победы. Кроме того, неофициальный список его побед (как и всех пилотов РККА) может быть значительно больше, так как в приказе НКО СССР № 0299 «О порядке награждения лётного состава Военно-Воздушных Сил Красной Армии за хорошую боевую работу и мерах борьбы со скрытым дезертирством среди отдельных лётчиков» от 19 августа 1941 года говорилось следующее:

Количество сбитых самолётов устанавливается в каждом отдельном случае показаниями лётчика-истребителя на месте, где упал сбитый самолёт противника, и подтверждениями командиров наземных частей или установлением на земле места падения сбитого самолёта противника командованием полка.

Впоследствии, в приказе НКО № 0489 от 17 июня 1942 года было установлено:

«Выплату за сбитые самолёты противника производить в случаях подтверждения этого наземными войсками, фотоснимками или докладе нескольких экипажей».

Однако даже в 1943 году, на совещании в штабе 4-й воздушной армии, которое проходило в ходе напряжённых боёв на Кубани, Покрышкин обратил внимание на то, что фактически сбитые самолёты противника засчитываются согласно правилам, введённым ещё в начале войны:

В своём выступлении говорил о целесообразности перехвата вражеских бомбардировщиков на маршруте их полёта к цели, чтобы предотвратить удары по нашим наземным войскам. Привёл примеры перехвата моей восьмёркой больших групп бомбардировщиков противника в глубоком тылу врага. К сожалению, уничтоженную технику нам не засчитывают. В приказе, изданном ещё в начале войны, установлено, что сбитые самолёты противника должны быть подтверждены нашими наземными войсками или зафиксированы кинопулемётом. Разве могут передовые части видеть воздушный бой, если мы дерёмся в двадцати — тридцати километрах в тылу у противника? Наша же промышленность пока производит самолёты без кинопулемётов. К примеру, в районе Мысхако основные бои нам пришлось вести над морем, в пятидесяти километрах западнее Новороссийска. Сбитые машины врага хорошо видели стрелки сопровождаемых нами бомбардировщиков. Но их данные не служат подтверждением победы в воздушной схватке. Попросил от имени лётчиков-истребителей этот приказ изменить.
Выслушав моё выступление и сделав пометки в блокноте на столе, Вершинин сказал:
— Товарищ Покрышкин, ваше выступление заслуживает внимания. По этим вопросам будут даны указания. Предложения по приказу о сбитых самолётах доложим в Москву. В отношении боёв в районе Мысхако вам и штурману армии завтра же слетать в бомбардировочный полк. При получении подтверждения засчитаем сбитые самолёты.
— А. И. Покрышкин
Также Покрышкин нередко отдавал сбитые им самолёты на счета подчинённых (в основном, ведомых), стимулируя их таким образом. Это было достаточно распространённым явлением.
В полку под командованием А. И. Покрышкина служили и другие прославленные лётчики, в том числе дважды Герои Советского Союза А. Ф. Клубов и Г. А. Речкалов, а также Герои Советского Союза И. И. Бабак, В. Е. Бондаренко, Г. Г. Голубев, Н. М. Искрин, В. П. Карпович, С. И. Лукьянов, К. Е. Селиверстов, Н. А. Старчиков, К. В. Сухов, Н. Л. Трофимов, А. И. Труд, В. И. Фадеев, А. В. Фёдоров, В. А. Фигичев.

## Семья
Жена Мария Кузьминична Покрышкина (Кожевникова) (1921—2000), поженились 1 апреля 1944 года в Черниговке Запорожской области. Дочь Светлана — теоретик искусства. Сын Александр — океанолог.

## Сочинения
- Атака большой группы бомбардировщиков противника // Крылья Советов : газета.
- Чему учит опыт // Сталинский сокол : газета. — 1944. — № от 9 февраля.
- Воздушные бои над Кубанью // Вестник воздушного флота : журнал. — 1953. — № 5.
- Покрышкин А. И. Крылья истребителя. — М.: Воениздат МВС СССР, 1948. — 140 с.
- Покрышкин А. И. Небо войны. — М.: Воениздат, 1966, 1968, 1970, 1975, 1980. Переведено на болгарский («Небе на войната», 1967, Минка Златанова).
- Твоя почётная обязанность. — М., 1976.
- XXV съезд КПСС и работа организаций ДОСААФ. — М.: ДОСААФ, 1977.
- XXVI съезд КПСС и задачи организаций оборонного общества. — М.: ДОСААФ, 1981.
- Покрышкин А. И. Познать себя в бою. — М. : ДОСААФ, 1986. — 492 с. — 95 000 экз.[38]
- Бой требует мысли. — Новосибирск: АВИОН, 1998.
- Покрышкин А. И. Тактика истребительной авиации. — Новосибирск: Издательский Дом «Сибирская горница», 1999. — 392 с, ил. — ISBN 5-900152-14-6.

## Награды
Герой Советского Союза

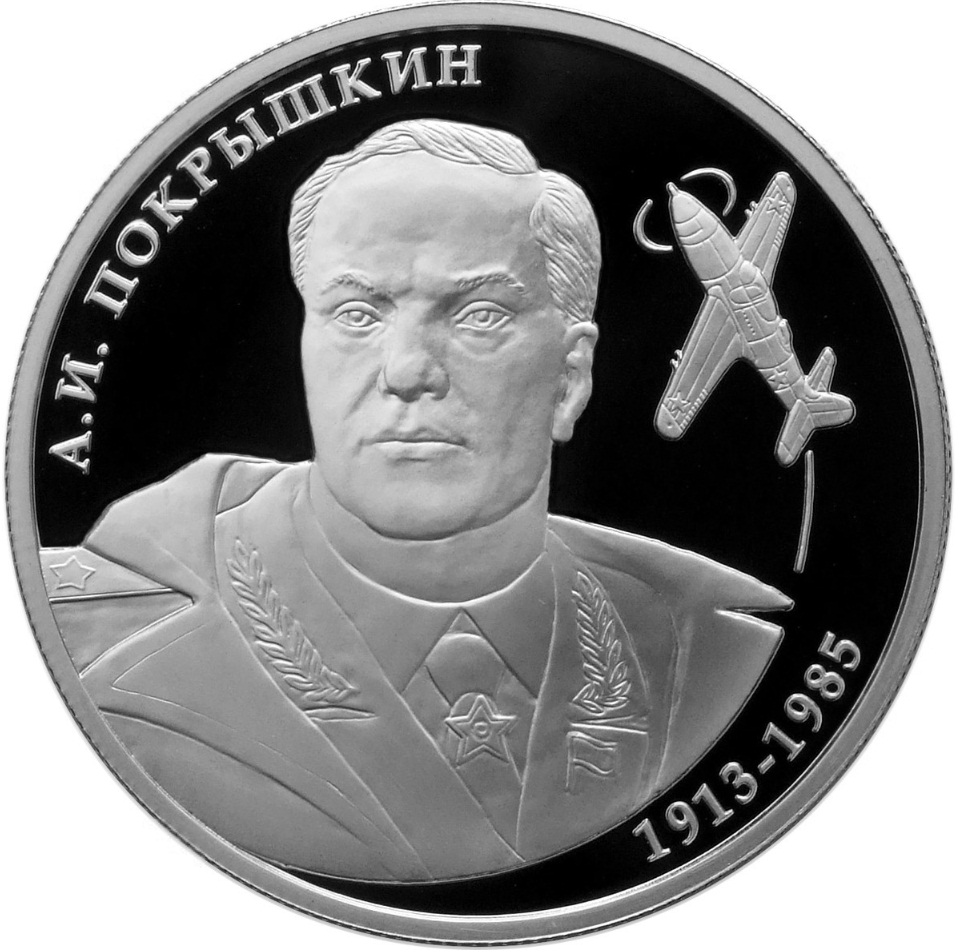
Памятная монета Банка России, посвящённая 100-летию со дня рождения А. И. Покрышкина. 2 рубля, серебро, 2013 год

- Трижды Герой Советского Союза (24.05.1943 — медаль № 993; 24.08.1943 — медаль № 10; 19.08.1944 — медаль № 1).

Ордена
- шесть орденов Ленина (22.12.1941 — № 7086; 24.05.1943 — № 9600; 6.03.1963 — № 124904; 21.10.1967 — № 344099; 21.02.1978 — № 429973; 5.03.1983 — № 400362);
- орден Октябрьской Революции (5.03.1973 — № 1793);
- четыре ордена Красного Знамени (22.04.1943 — № 66983; 18.07.1943 — № 8305/2; 24.12.1943 — № 448/3; 20.04.1953 — № 1392/4);
- два ордена Суворова II степени (6.04.1945 — № 1484; 29.05.1945 — № 1662);
- орден Отечественной войны I степени (11.03.1985 — № 537850);
- два ордена Красной Звезды (6.11.1947 — № 2762070; 4.06.1955 — № 3341640);
- орден «За службу Родине в Вооружённых Силах СССР» 3-й степени (30.04.1975 — № 0039).

Медали
- «За боевые заслуги» (3.11.1944);
- «За оборону Кавказа» (1.05.1944);
- «За победу над Германией в Великой Отечественной войне 1941—1945 гг.» (9.05.1945);
- «За доблестный труд в Великой Отечественной войне 1941—1945 гг.» (6.06.1945);
- «За освобождение Праги» (9.06.1945);
- «За взятие Берлина» (9.06.1945);
- «XXX лет Советской Армии и Флота» (22.02.1948);
- «В память 800-летия Москвы» (7.04.1951);
- «40 лет Вооружённых Сил СССР» (18.12.1957);
- «За освоение целинных земель» (5.11.1964);
- «Двадцать лет Победы в Великой Отечественной войне 1941—1945 гг.» (7.05.1965);
- «50 лет Вооружённых Сил СССР» (26.12.1967);
- «За воинскую доблесть. В ознаменование 100-летия со дня рождения Владимира Ильича Ленина» (20.04.1970);
- «Тридцать лет Победы в Великой Отечественной войне 1941—1945 гг.» (25.04.1975);
- «60 лет Вооружённых Сил СССР» (28.01.1978);
- «За укрепление боевого содружества» (31.05.1980);
- «В память 1500-летия Киева» (17.05.1982);
- «Ветеран Вооружённых Сил СССР» (30.04.1984);
- «Сорок лет Победы в Великой Отечественной войне 1941—1945 гг.» (12.04.1985);
- Почётный знак «За заслуги в развитии физической культуры и спорта» (1975) — за активную деятельность и большой вклад в развитие физической культуры и спорта, выдающиеся спортивные достижения[39].

Иностранные награды
- медаль «За выдающиеся заслуги» (США, 23.06.1943);
- орден Народной Республики Болгария 1-й степени (НРБ, 14.09.1974);
- ордена Тудора Владимиреску 2-й (1.10.1974) и 3-й (24.10.1969) степеней (СРР);
- орден Карла Маркса (ГДР, 8.05.1975);
- Серебряный крест ордена «Виртути Милитари» (ПНР, 19.12.1968);
- Кавалер ордена «Возрождение Польши» 4-го класса (ПНР, 6.10.1973);
- орден Сухэ Батора (МНР);
- орден Красного Знамени (МНР, 6.07.1971).
- Медаль «Братство по оружию» (ПНР);
- Медаль «90 лет со дня рождения Георгия Димитрова» (НРБ, 23.02.1974);
- Медаль «100 лет со дня рождения Георгия Димитрова» (НРБ);
- Медаль «100 лет Освобождения Болгарии от османского рабства» (НРБ);
- Медаль «За укрепление братства по оружию»	(НРБ, 6.05.1980);
- Медаль «40 лет Победы над гитлеровским фашизмом» (НРБ, 16.05.1985);
- Медаль «20 лет Словацкому Национальному Восстанию» (ЧССР);
- Медаль «За укрепление дружбы по оружию» (ЧССР, 20.03.1970);
- Медаль «25 лет освобождения Румынии» (СРР, 3.11.1969);
- Медаль «30 лет освобождения Румынии» (СРР, 18.11.1974);
- Медаль «Военная доблесть» 1-й степени (СРР, 4.09.1980);
- Медаль «Братство по оружию» 1-й степени в золоте (ГДР, 14.05.1980);
- Медаль «50 лет Монгольской Народной Армии» (МНР, 15.03.1971);
- Медаль «50 лет Монгольской Народной Революции» (МНР, 16.12.1971);
- Медаль «30 лет Победы над милитаристской Японией» (МНР, 1975);
- Медаль «40 лет Халхин-Гольской Победы» (МНР, 26.11.1979);
- Медаль «60 лет Монгольской Народной Армии» (МНР, 29.12.1981);
- Медаль «20-я годовщина Революционных Вооруженных сил Кубы» (Куба);
- Медаль Вьетнама.

Региональные награды
- медаль Кемеровской области «За честь и мужество» (2013 год, посмертно)[40].

Почётный гражданин
Почётный гражданин городов: Краснодар (1980), Мариуполь, Новосибирск, Бельцы, Ржев, Владикавказ и др.
```

```

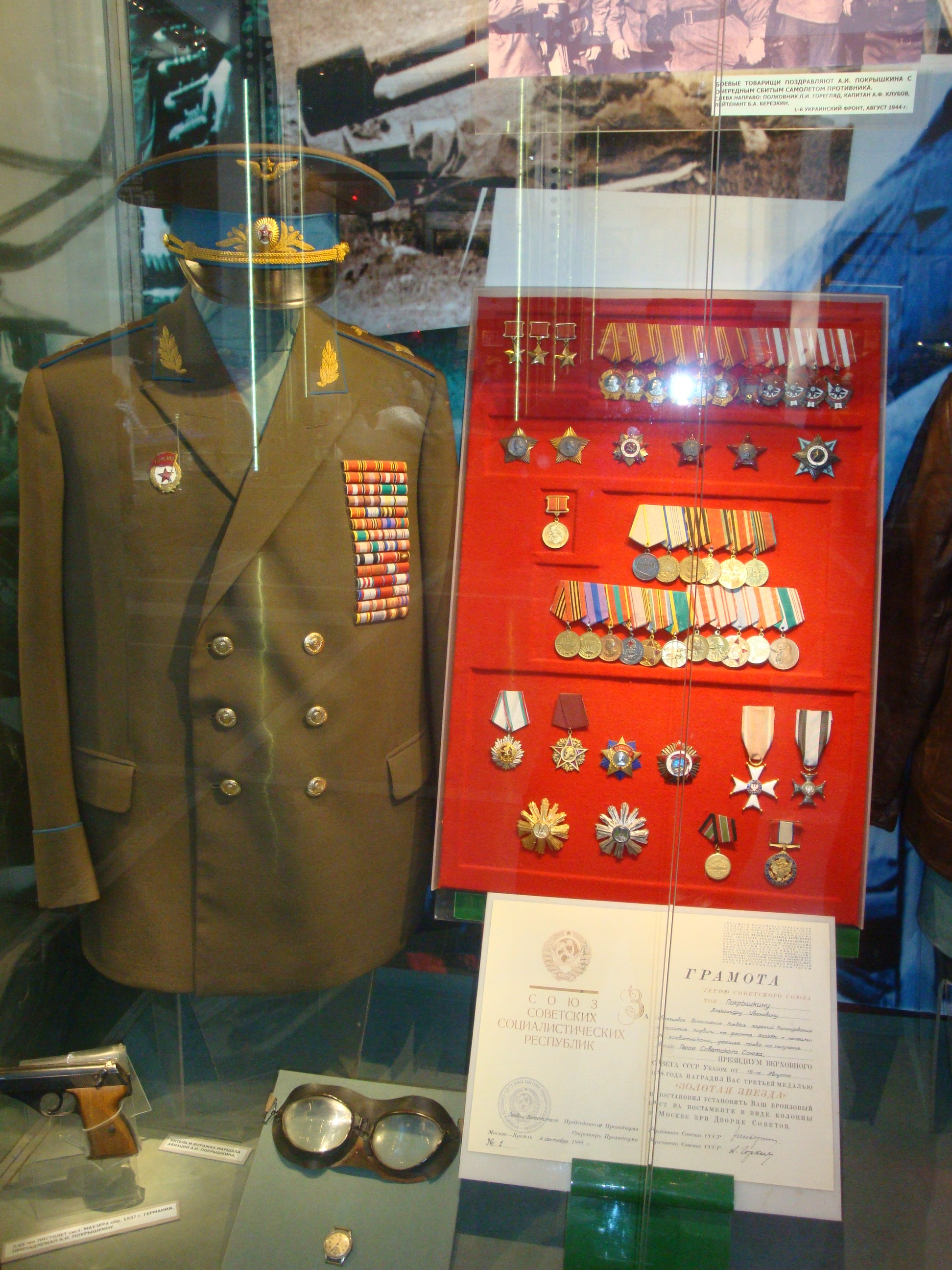
Парадный китель Покрышкина и его награды в Центральном музее Вооружённых Сил в Москве
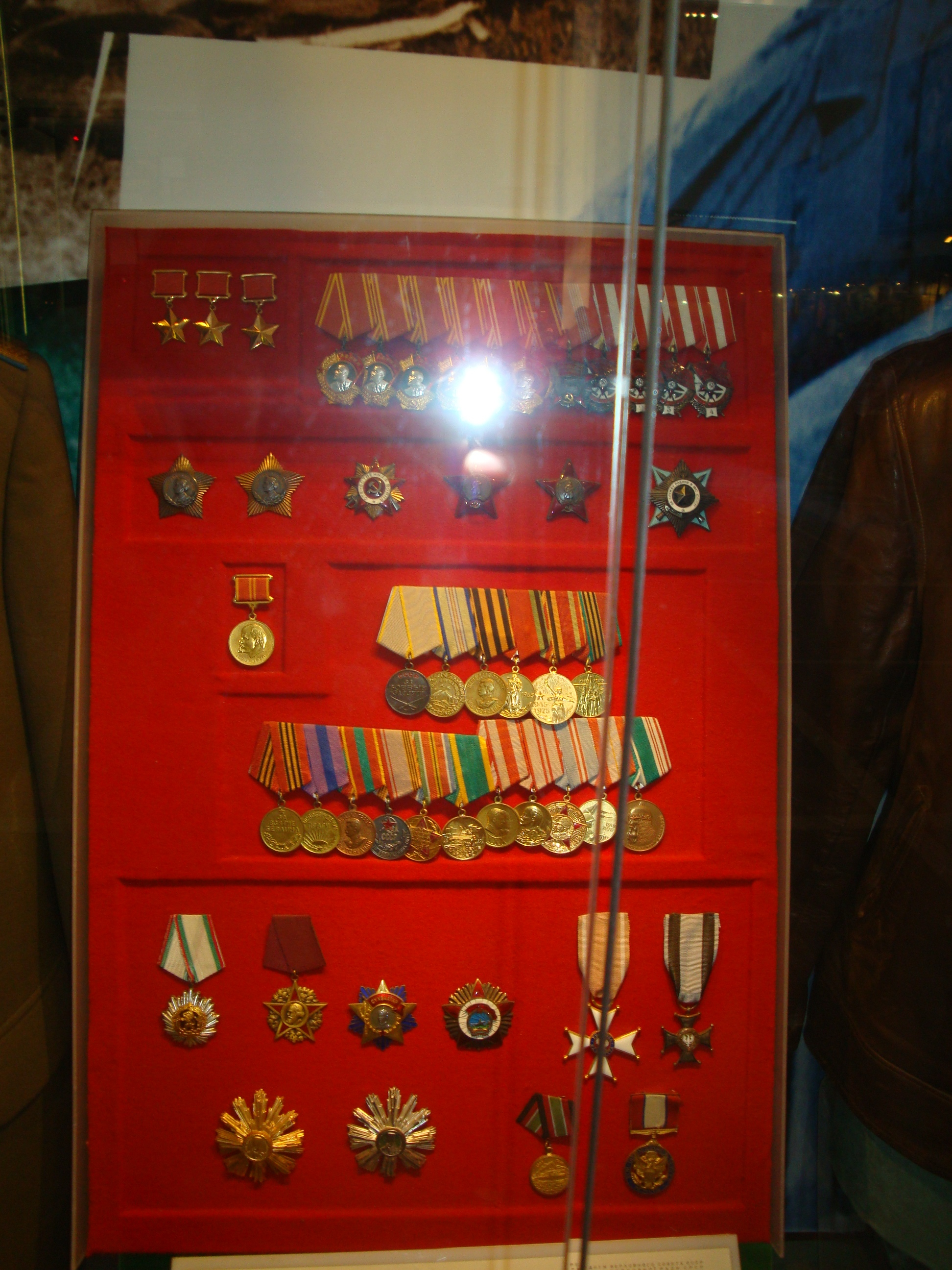
Награды Покрышкина

## Воинские звания
- младший воентехник (декабрь 1933),
- воентехник 2-го ранга (25.03.1936),
- старший лейтенант (22.12.1939),
- капитан (16.02.1942),
- майор (8.04.1943),
- подполковник (22.02.1944),
- полковник (2.07.1944),
- генерал-майор авиации (3.08.1953),
- генерал-лейтенант авиации (18.02.1958),
- генерал-полковник авиации (22.02.1963),
- маршал авиации (16.12.1972).

## Память
В Москве:

Мемориальная доска на Волоколамском шоссе, дом 88, стр. 3 в Москве

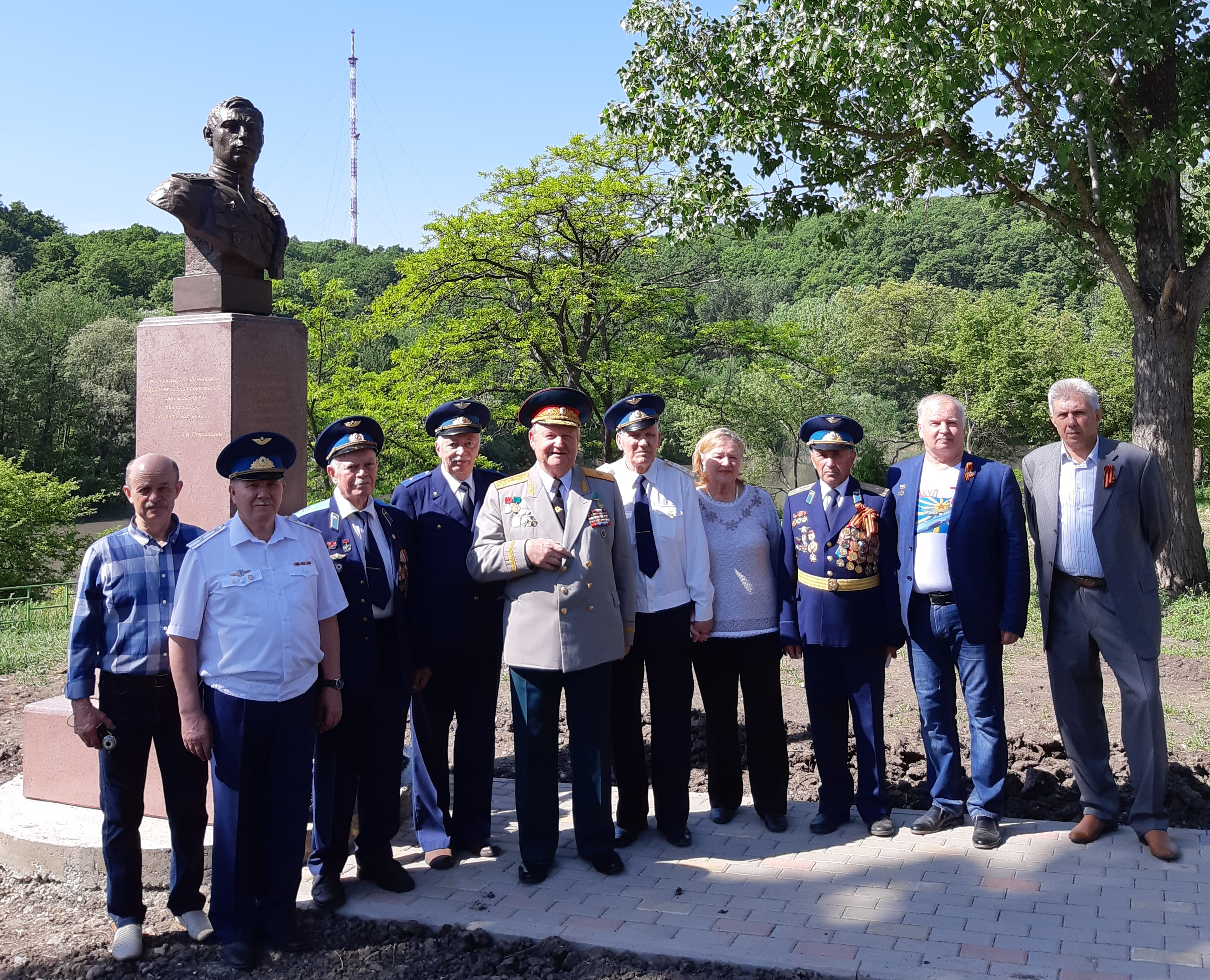
А. Покрышкину памятник в Майкопе 4.5.18

Мемориальная доска в Ростове-на-Дону (улица Станиславского 89а)

Памятник А. И. Покрышкину в Краснодаре

Бюст А. И. Покрышкину при входе в вестибюль станции метро

Памятник на площади Карла Маркса, Новосибирск

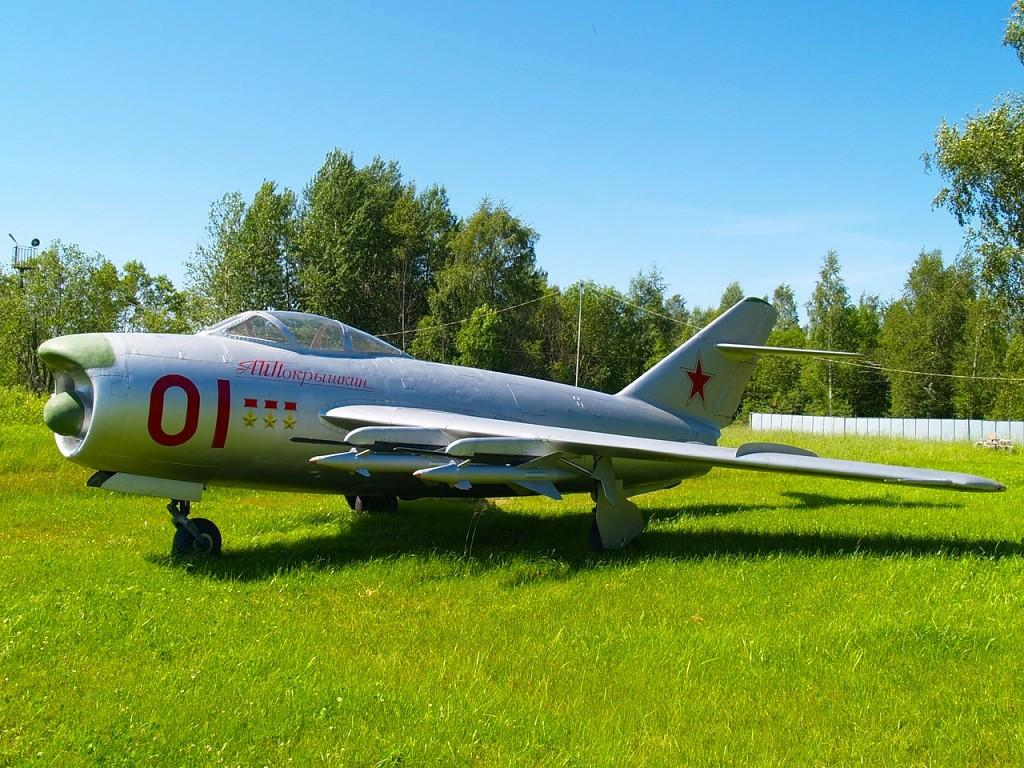
Миг-17 — самолёт который Покрышкин осваивал в должности командира 88-го ИАК во Ржеве

Комплект медали Покрышкина, учреждённой администрацией Новосибирской области

- бюст на надгробии на Новодевичьем кладбище;
- бюст в Зале Славы Центрального музея Великой Отечественной войны на Поклонной горе (2002 год);
- мемориальная доска на доме по улице Большой Бронной, 19, где жил Покрышкин (ск. М. В. Переяславец, арх. А. П. Семёнов, открыта 7.5.1987);
- мемориальная доска на доме на Волоколамском шоссе, 88, стр. 3 (ЦК ДОСААФ);
- улица Покрышкина в районе метро «Юго-Западная».

Московская область:
- Кадетская школа-интернат с первоначальной летной подготовкой имени трижды Героя Советского Союза А. И. Покрышкина (до августа 2021 года находилась в г. Монино Московской области, с августа 2021 года передислоцирована в г. Фрязино Московской области в связи с сдачей в эксплуатацию нового учебного комплекса КШИ).
- В Майкопе 4 мая 2018 года открыт памятник-бюст А. Покрышкину в сквере авиаторов г. Майкоп. Ветераны авиагарнизона[42].

В Новосибирске:
- Именем А. И. Покрышкина назван Новосибирский учебный авиационный центр;
- бронзовый бюст в Новосибирске (Красный проспект), установлен в 1949 году в соответствии с Постановлением Совета Министров СССР об установке бюстов дважды Героев Советского Союза на их родине[43]. Первоначально был установлен на центральной площади города — площади Ленина — на пересечении Красного проспекта и улицы Орджоникидзе (бюст работы скульптора М. Г. Манизера из Ленинграда в Новосибирск был доставлен в августе 1949 года, а 7 ноября этого года состоялось его торжественное открытие, на котором присутствовал и сам А. И. Покрышкин). С началом сооружения метрополитена в 1981 году его «временно» переместили на площадь Свердлова (пересечение Красного проспекта и улицы Свердлова), где он продолжает находиться по настоящее время[44];
- на стене Церкви Покрова Пресвятой Богородицы (пересечение улиц Октябрьской и Урицкого), в которой А. И. Покрышкин был крещён вскоре после рождения, установлена мемориальная доска;
- на корпусе завода Сибсельмаш (улица Станционная 38), на котором Покрышкин начинал свой трудовой путь, установлена мемориальная доска;
- в 1980 году имя А. И. Покрышкина было присвоено профессиональному училищу № 2 (с 2010 года — Новосибирский техникум металлургии и машиностроения);
- с 1995 года в Новосибирском техникуме металлургии и машиностроения имени А. И. Покрышкина существует музей, посвящённый А. И. Покрышкину[45][46];
- в 2000 году именем маршала Покрышкина была названа новая станция Новосибирского метрополитена. Через 12 лет, к столетнему юбилею маршала, при входе в один из её вестибюлей (см. фото) был установлен бронзовый бюст;
- улица Покрышкина, имя присвоено постановлением мэра Новосибирска от 2 июля 2001 года;
- в 2003 году на площади Карла Маркса в Новосибирске был установлен памятник, а в 2006 году был проведён опрос населения на переименование площади в «Площадь Александра Покрышкина»;
- в 2009 году открыт Сибирский авиационный кадетский корпус имени А. И. Покрышкина[47];
- в 2013 году около Новосибирского техникума металлургии и машиностроения имени А. И. Покрышкина установлен бюст[48];
- ко дню города в 2013 году в Новосибирске появилась Аллея маршала Покрышкина. Инициатива создания принадлежала студентам НГАХА[49]. Она располагается от улицы Свердлова до улицы Коммунистическая, по Красному проспекту. Проект реконструкции его участка был утверждён 10 апреля 2013 года, на заседании архитектурно-градостроительного совета мэрии города. В ходе реконструкции здесь, согласно проекту стоимостью 10 млн рублей, появились: лавочки, обелиски и мозаики с изображениями самолётов, которые пилотировал Александр Покрышкин. На аллее также существующую тротуарную плитку поменяли на цветной гранит[50];
- 6 марта 2013 года Новосибирский Главпочтамт использовал спецгашение «100 лет со дня рождения А. И. Покрышкина (1913—1985)»[51];
- 31 мая 2019 года его именем назван международный аэропорт «Толмачево»[52].

В Краснодарском крае:
- улица имени Покрышкина в Краснодаре;
- памятник в Краснодаре в микрорайоне имени Жукова (Энка), перенесённый в 2008 году с улицы Постовой;
- мемориальная доска на доме у перекрёстка улиц Постовой и Седина, известный как «стодворка», в котором с 1936 года по 1938 год жил А. И. Покрышкин;
- памятник в Краснодарском авиационном училище (открыт в мае 2013 года)[53];
- именем А. И. Покрышкина в 1998 году названа средняя общеобразовательная школа № 14 в станице Кавказской Кавказского района Краснодарского края[54].

В Новокузнецке:
- улица Покрышкина в Центральном районе.

В Перми:
- мемориальная доска на бывшей школе авиатехников (ул. Орджоникидзе, 12), в которой он учился. Установлена в 1990 году, пропала в 2003 году, восстановлена с гипсового слепка в 2008 году.

В Ржеве:
- мемориальная доска в Ржевском авиагарнизоне, которым в 1950-е годы командовал А. И. Покрышкин;
- площадь имени трижды Героя Советского Союза маршала авиации Александра Ивановича Покрышкина;
- мемориальная табличка на аллее Героев;
- в 2013 году, на аллее в войсковой части 40963 6-й бригады военно-космической обороны, был установлен бронзовый бюст А. И. Покрышкина[55];
- имя А. И. Покрышкина присвоено 6-й бригаде военно-космической обороны, штаб которой дислоцирован в Ржеве[56].

В Ростове-на-Дону:
- мемориальная доска на доме, где жил Покрышкин в 1955—1956 годах.

В Севастополе:
- улица в посёлке Кача названа именем А. И. Покрышкина.

На Украине:
- в Киеве, на доме, в котором он жил в 1968 году (ул. Грушевского, 34а), установлен памятный знак;
- улица имени Покрышкина в Виннице;
- бюст на аэродроме «Широкое» под Запорожьем. На этом аэродроме в 1988—1992 годах базировалось Запорожское авиационное училище лётчиков ДОСААФ СССР, которое носило имя трижды Героя Советского Союза маршала авиации А. И. Покрышкина;
- в 1985 году Киевскому высшему инженерному радиотехническому училищу ПВО присвоено почётное звание имени маршала авиации А. И. Покрышкина;
- улица имени Покрышкина в Свердловске;
- улица имени Покрышкина в Мариуполе, Донецкая область;
- в честь Покрышкина названа 204-я бригада тактической авиации Воздушных сил Украины.

В Казахстане:
- имя А. И. Покрышкина носят улицы в Алма-Ате и Талдыкоргане;
- именем А. И. Покрышкина названа школа в Талгаре.

Воинские части:
- почётные наименования «Имени трижды Героя Советского Союза маршала авиации А. И. Покрышкина» присвоены 4-й и 6-й бригадам противовоздушной обороны (ПВО) Войск воздушно-космической обороны (ВКО), дислоцированным в Долгопрудном (Московская обл.) и Ржеве (Тверская обл.)[58];
- его именем назван 689-й гвардейский Сандомирский, ордена Александра Невского истребительный авиационный полк (в 2012 году был фактически расформирован — сокращён до эскадрильи, переданной в состав другого авиаполка, в 2019 году восстановлен и входит в состав Балтийского флота)[59].

А также:
- пионерский лагерь имени Покрышкина (Аэрокосмического объединения «Полёт», научно-производственное объединение «завод имени Баранова») в Омской области (курортная зона Чернолучье);
- в школе № 20 города Кирова существует музей А. И. Покрышкина;
- его именем названа малая планета № 3348[60][61];
- улица в станице Калининской Краснодарского края;
- улица в Могилёве, Белоруссия;
- улица в Калининграде (18.03.2021 г.);
- школа № 2 станицы Калининской Краснодарского края носит имя А. И. Покрышкина;
- имя Александра Покрышкина носит самолёт Ан-148 МЧС России (борт RA-61715)[62];
- Художественная марка: 22 февраля 2013 года в обращение была введена художественная марка «100 лет со дня рождения А. И. Покрышкина (1913—1985)».  (ЦФА [АО «Марка»] № 1675);
- На аэродроме Ермолино, в рамках всероссийского патриотического проекта «Аллея Российской Славы» установлен бюст Александра Покрышкина.

Художественные произведения
- Роман: Полищук Е. Ахтунг! Ахтунг! В небе Покрышкин! — М.: Яуза, Эксмо, 2009. — 512 с. — (Штрафбат. Они сражались за Родину!). — 4000 экз. — ISBN 978-5-699-32001-1.

### Фильмы
- В аниме «Strike Witches» есть героиня Александра Ивановна Покрышкина, прототипом для которой послужил А.И. Покрышкин.

### В музыке
- Андрей Климнюк — песня «Покрышкин».
- Глеб Самойлов — песня «Покрышкин».
- Группа «Русский размер» — песня «В небе Покрышкин» (альбом «Мяу»).
- Игорь Таушканов - песня "Героям России" написана к 100-летию Александра Ивановича в 2013 г. и посвящена А.И.Покрышкину.

### Монеты, медали, марки, открытки

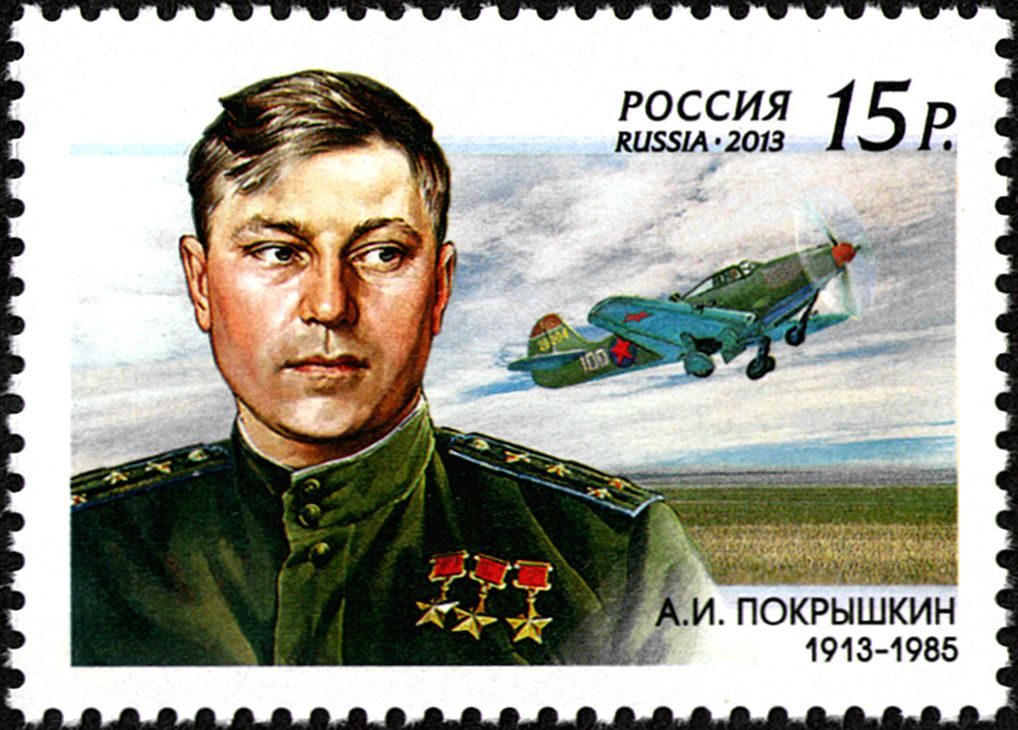
Почтовая марка России 2013 года

- Памятная монета из серебра. 2 рубля, 2013 год. Лётчик А. И. Покрышкин, к 100-летию со дня рождения[63][64]
- Жетон 1 рубль. 2013 год. «А. И. Покрышкин»[65][66].
- Медаль Покрышкина — региональная награда, учреждённая 21 марта 2013 года постановлением Губернатора Новосибирской области № 54[67]. Медалью награждаются граждане за активное участие в военно-патриотическом воспитании, личный вклад в поддержание боевой готовности, за вклад в увековечивание памяти воинов-сибиряков, развитие авиации и космонавтики[68].
- Почтовая марка «100 лет со дня рождения А. И. Покрышкина (1913—1985)». Десятимарочный лист с купоном по центру. Номинал 15 рублей[69].
- Почтовая карточка с маркой и спецгашением первого дня[70][71].
- К 100-летию со дня рождения А. И. Покрышкина НП «Союз бонистов» выпустил памятную банкноту для коллекционеров номиналом в 100 заёмных рублей.